# Luca Pani
Luca Pani (Cagliari, 26 ottobre 1960) è uno psichiatra italiano, esperto di farmacologia, psichiatria clinica e  scienze regolatorie. Dal novembre 2011 al novembre 2016 è stato il Direttore Generale dell'Agenzia Italiana del Farmaco (AIFA) e, dal 2010 al 2017, membro dei comitati CHMP e SAWP dell'Agenzia Europea dei Medicinali (EMA) a Londra. Dal 2016 è Chief Scientific Officer di Edra. Dal 2017 è professore ordinario di Psichiatria Clinica al Dipartimento di Psichiatria e Scienze Comportamentali dell'Università di Miami e, dal dicembre del 2018, professore ordinario di Farmacologia e Farmacologia Clinica presso la Facoltà di Medicina e Chirurgia dell'Università di Modena e Reggio Emilia, a Modena.
È autore di oltre centosettanta pubblicazioni scientifiche con Impact Factor medio pari a 4.5, nonché editore e autore di numerosi volumi.
Ha tenuto oltre 1.200 relazioni a seminari, workshop o lezioni a livello nazionale o internazionale
Pani ha dichiarato la sua appartenenza allo spettro autistico della neurodiversità nota come Sindrome di Asperger.

## Biografia
Dopo la laurea in medicina e chirurgia e la specializzazione in psichiatria, completa la sua formazione oltreoceano con un postdoc in neurobiologia e neurofarmacologia presso l'Università dell'Illinois a Chicago (dal 1990 al 1992), quindi assume l'incarico di professore associato all'Università di Georgetown a Washington (dal 1993 al 1994). Successivamente rientra in Italia dove continua la sua attività di ricercatore sia all'Università di Cagliari che presso il Consiglio Nazionale delle Ricerche di Cagliari, raggiungendo il ruolo di Dirigente di Ricerca nel 2001, senza mai interrompere il legame con gli USA, dove infatti sposta la sua residenza permanente nell'agosto del 2010 e dove diviene, nel 2011, Voluntary Professor all'Università di Miami.
È dirigente di ricerca al CNR dal 2002 e, dallo stesso anno fino al 2010, ricopre la carica di Presidente e Amministratore Delegato di Neuroscienze PharmaNess Scarl, una struttura consortile partecipata dall'Università di Cagliari e dal CNR, dedicata alla valutazione preclinica di nuovi principi farmacologici attivi. Nello stesso periodo è anche Responsabile dell'Unità Operativa dell'Istituto di Tecnologie Biomediche, prima, e dell'Istituto di Farmacologia Traslazionale, poi, della sede del CNR localizzata presso il Parco Scientifico e Tecnologico della Sardegna, presso Pula (Cagliari).
Nel 2008 è il principale ideatore (e tra i fondatori) della prima società a capitale interamente pubblico (Regione Autonoma della Sardegna) dedicata alla Farmacologia Traslazionale di studi di Fase-1 per la scoperta di nuovi farmaci.
La sua competenza unica nella valutazione preclinica di nuovi principi attivi associata a una lunga esperienza clinica come specialista dei disturbi dell'umore, dell'ansia e della depressione gli vale la nomina, nel 2010, a Rappresentante Permanente per l'Italia presso il Comitato per i Medicinali ad Uso Umano (Committee for Medicinal Products for Human Use CHMP) dell'European Medicines Agency (EMA), incarico che gli viene riconfermato nel 2013 e nel 2016. Dal Novembre del 2011 all'Ottobre del 2016 ricopre l'incarico di Direttore Generale dell'Agenzia Italiana del Farmaco (AIFA). Presso l'EMA è anche componente permanente del Gruppo di Lavoro per le Consulenze Scientifiche (Scientific Advice Working Party), e partecipa al Gruppo di Lavoro sul Sistema Nervoso Centrale (CNSWG). Dal 2013 al 2016, Luca Pani è il Chair del Management Board Telematics Committee (MBTC) e del European Risk Management Strategy Group (ERMS). Da gennaio del 2017 diventa il Chief Scientific Officer presso EDRA-LSWR, Publishing Company a Milano e da giugno dello stesso anno svolge lo stesso incarico presso Inpeco, società italo-svizzera leader nel settore della meccatronica e automazione di laboratorio in ambito medicale con sede a Novazzano. Dalla fine del 2017 Luca Pani accetta il ruolo di Executive Director di Neurocog Trial con sede a Durham in North Caroline, USA. Un anno dopo, Ottobre 2018, NeuroCog Trials diventa VeraSci e il ruolo di Luca Pani quello di VP for Regulatory Strategy and Market Access Innovation.

## Opere
- I disturbi depressivi in medicina generale, UTET, Torino, 2000.
- Emozioni e malattia. Dall'evoluzione biologica al tramonto del pensiero psicosomatico (con Stefano Canali), Bruno Mondadori, Milano, 2003.
- Distimia. Dal temperamento alla malattia, Masson, Milano, 2004.
- Prove di volo. Manuale di psiconautica elementare, dipinti di Filippo Martinez, Edra, Milano, 2015. Edizione gratuita Kindle http://www.provedivolo.it/ebook/
- Imperfezioni umane. Cervello e dissonanze evolutive: malattie e salute tra biologia e cultura (con Gilberto Corbellini), Rubbettino, Soveria Mannelli (Catanzaro), 2015.
- L'innovazione sostenibile: Il farmaco e le sfide per il futuro del nostro Servizio Sanitario Nazionale, Edra, Milano, 2016.
- Prove di Volo II. Manuale di Psiconautica Normale, dipinti di Filippo Martinez, Edra, Milano, 2016.
- Prescrivere valore. Storia e scienza dei farmaci che fanno vivere più a lungo e meglio. (con Gilberto Corbellini), Edra, Milano, 2017.
- Buddha non è un Bar. Psiconautica Nuda, dipinti di Piergiorgio Mulas, Edra, Milano, 2017.
- Resilienza farmaceutica. Come governare l'evoluzione delle terapie., Edra, Milano, 2018.
- Sei personaggi in cerca di autismi (testi di Luca Pani, Claudio Ughetto, David Vagni, Enrico Valtellina, Giorgio Gazzolo e Nicola Gomirato), a cura di Paolo Cornaglia Ferraris, Edra, Milano, 2018.
- E Adesso Spogliati. Tecniche di spogliarello mentale: i pensieri da buttare e quelli da tenere, Edra, Milano, 2019.